# نشان سنت پاتریک
نشان سنت پاتریک (انگلیسی: Order of St Patrick) عنوان یکی از برجسته‌ترین نشان‌های بر پایهٔ نشان جوانمردی بریتانیا مرتبط با ایرلند می‌باشد. این نشان در سال ۱۷۸۳ توسط جرج سوم و به درخواست ستوان آن زمان لرد ایرلند، جورج نوژن، ارل سوم معبد (که بعداً مارکی باکینگهام) ایجاد شد. ایجاد مقام‌های شوالیه‌گری بر پایهٔ نشان سنت پاتریک تا سال ۱۹۲۲ ادامه یافت و این مصادف با همان زمانی که بیشتر ایرلند به عنوان دولت آزاد ایرلند استقلال پیدا کرد، که تا آن زمان جزئی از قلمرو امپراتوری بریتانیا تحت عنوان مشترک المنافع ملل بریتانیا شناخته میشد. از سال ۱۹۳۶ هیچ عنوان شوالیه‌ای بر پایهٔ این نشان ایجاد نگردید و آخرین شوالیه باقیمانده، پرنس هنری، دوک گلاستر در سال ۱۹۷۴ نیز درگذشت. با این حال، چارلز سوم، فرمانروای نشان باقی می‌ماند، و یک افسر، محافظ نشان است. سنت پاتریک حامی نظم است و شعار منتسب به آن بدین مضمون است که؛ چه کسی ما را جدا خواهد کرد؟ و این مطلب اشاره به ترجمهٔ بند رومیان از ولگاته دارد با عنوان؛ چه کسی ما را از عشق به مسیح جدا می‌کند.

## نگارخانه

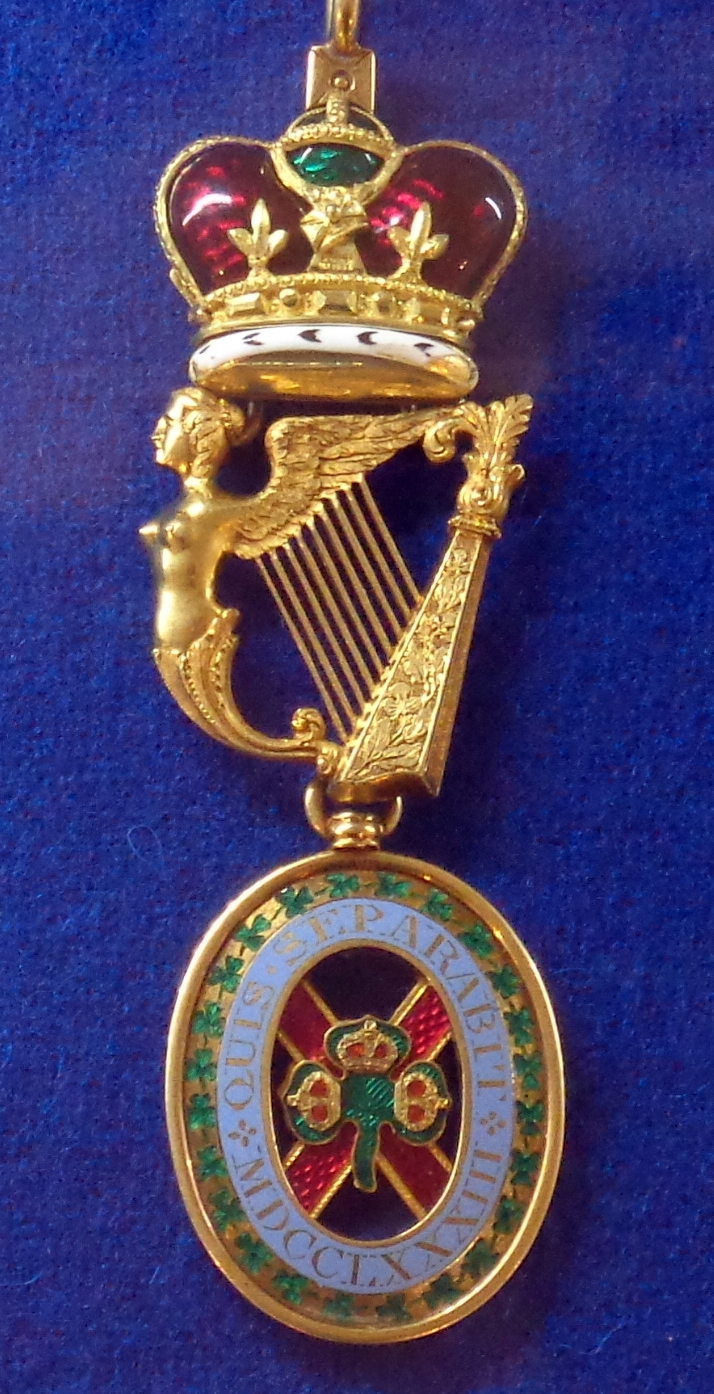
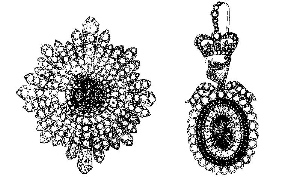
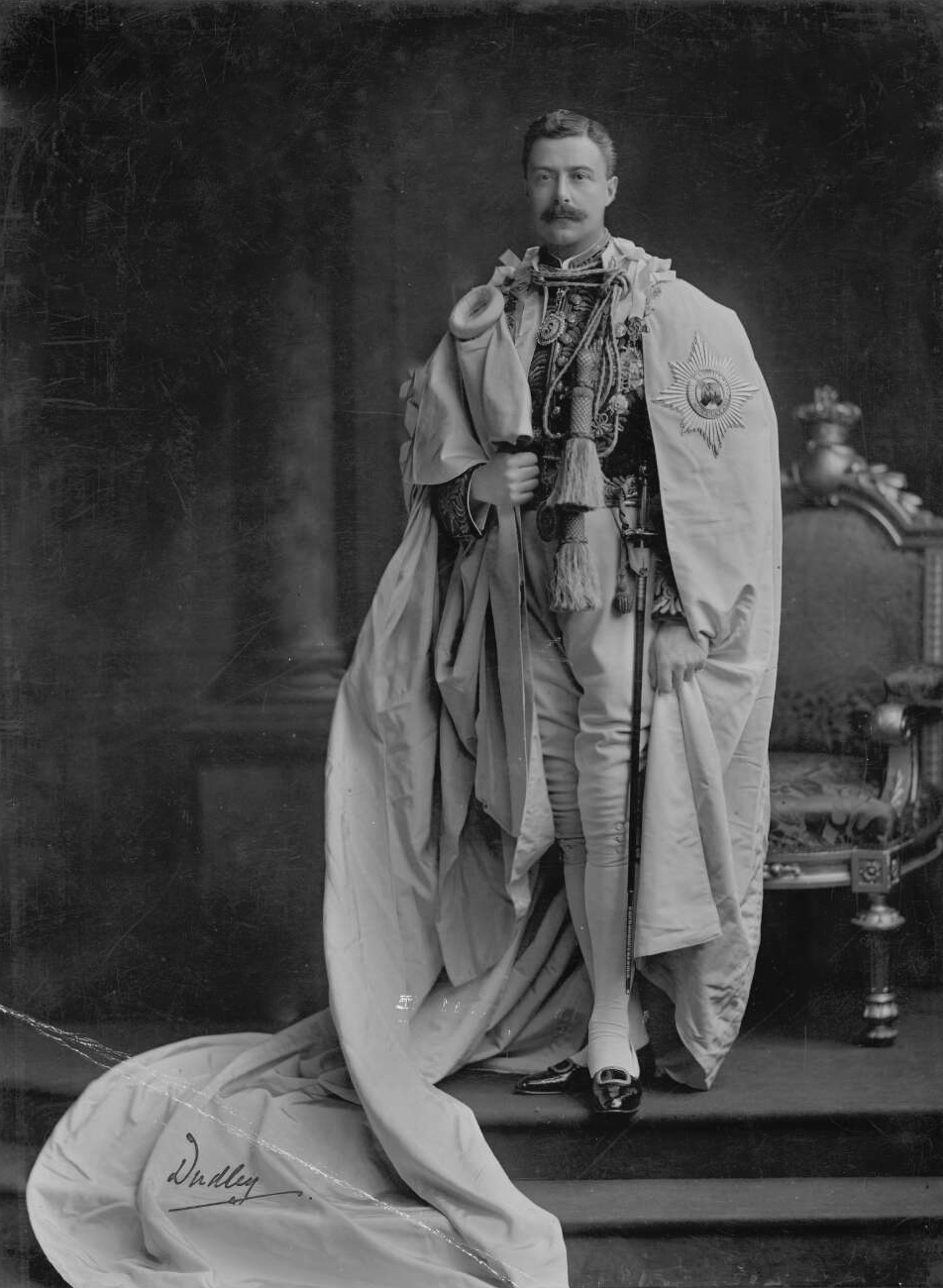
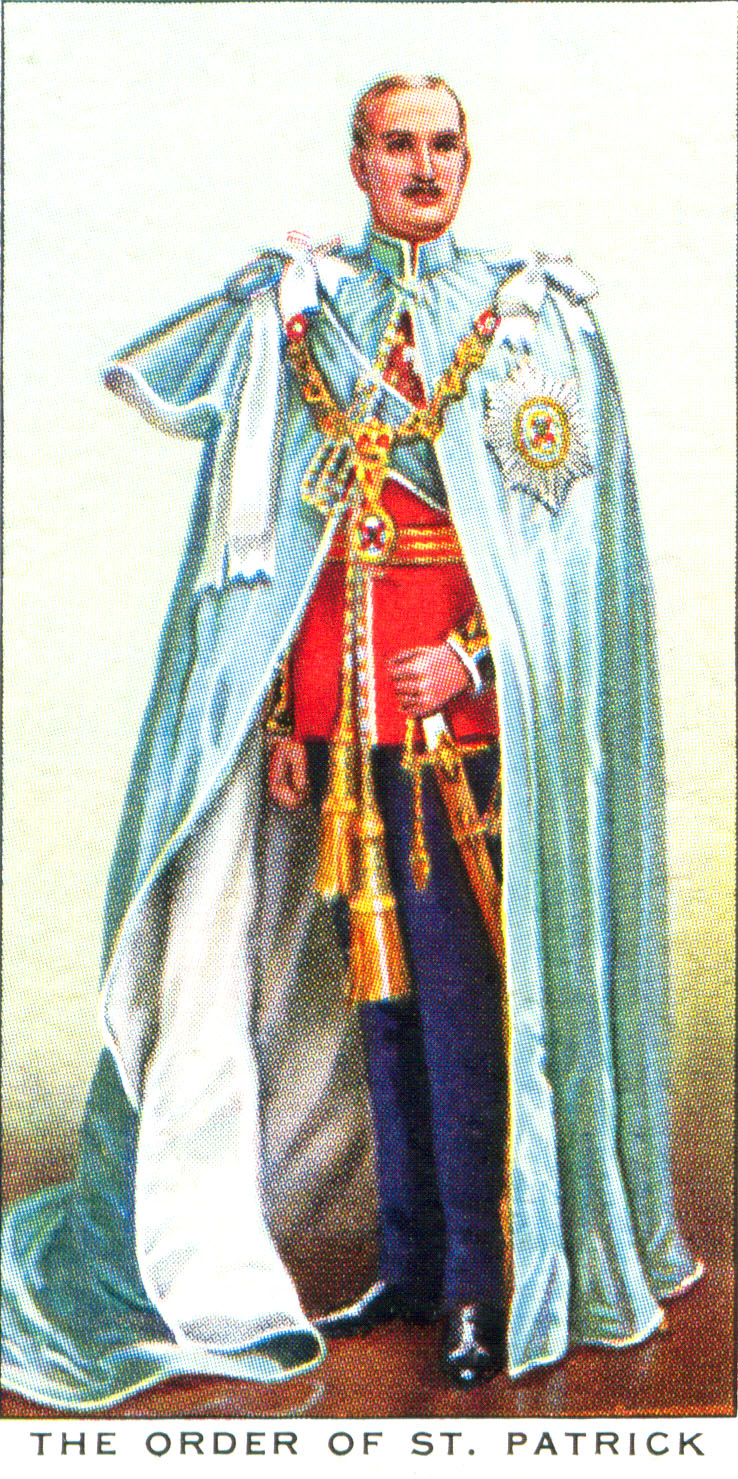
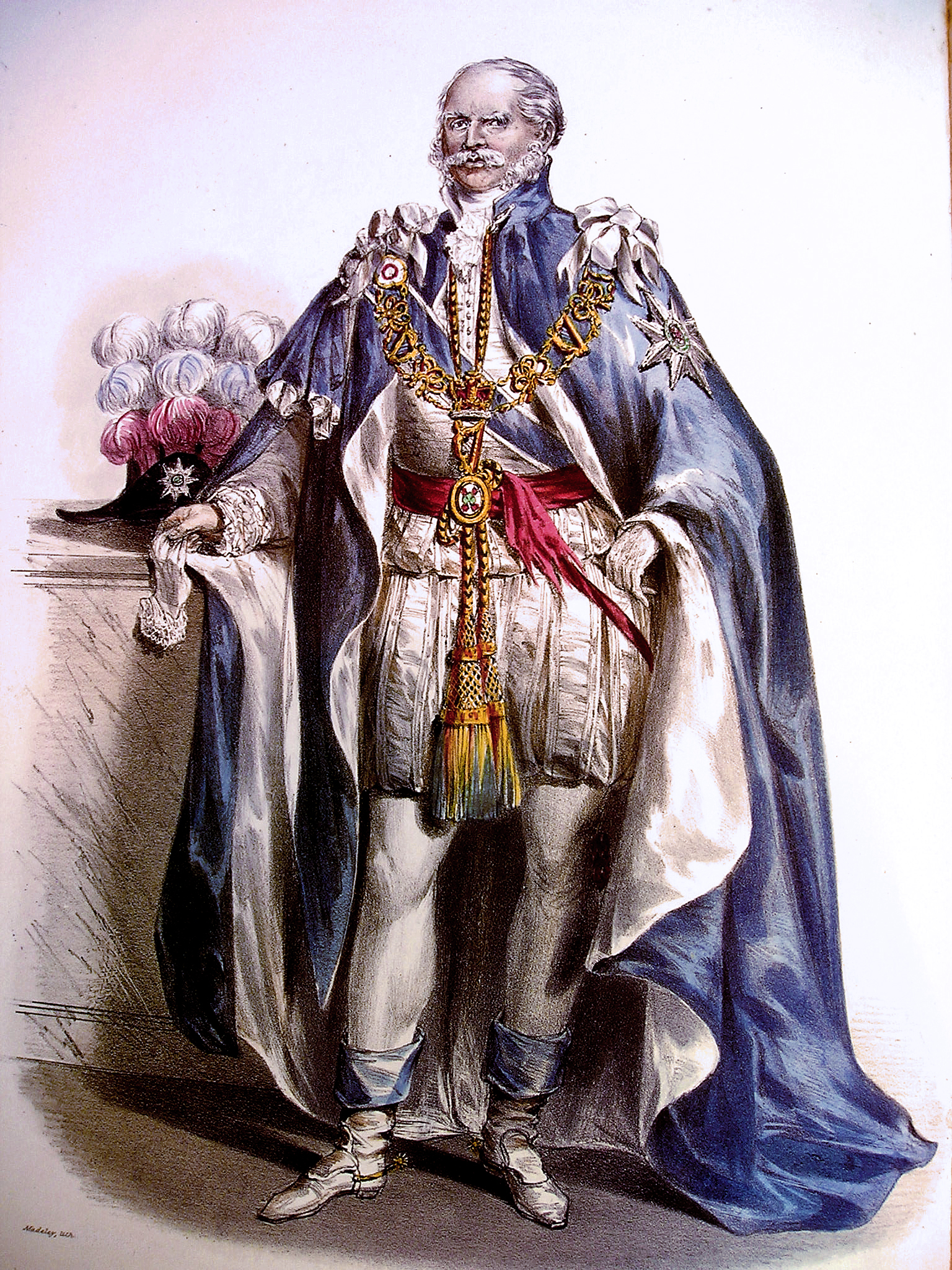
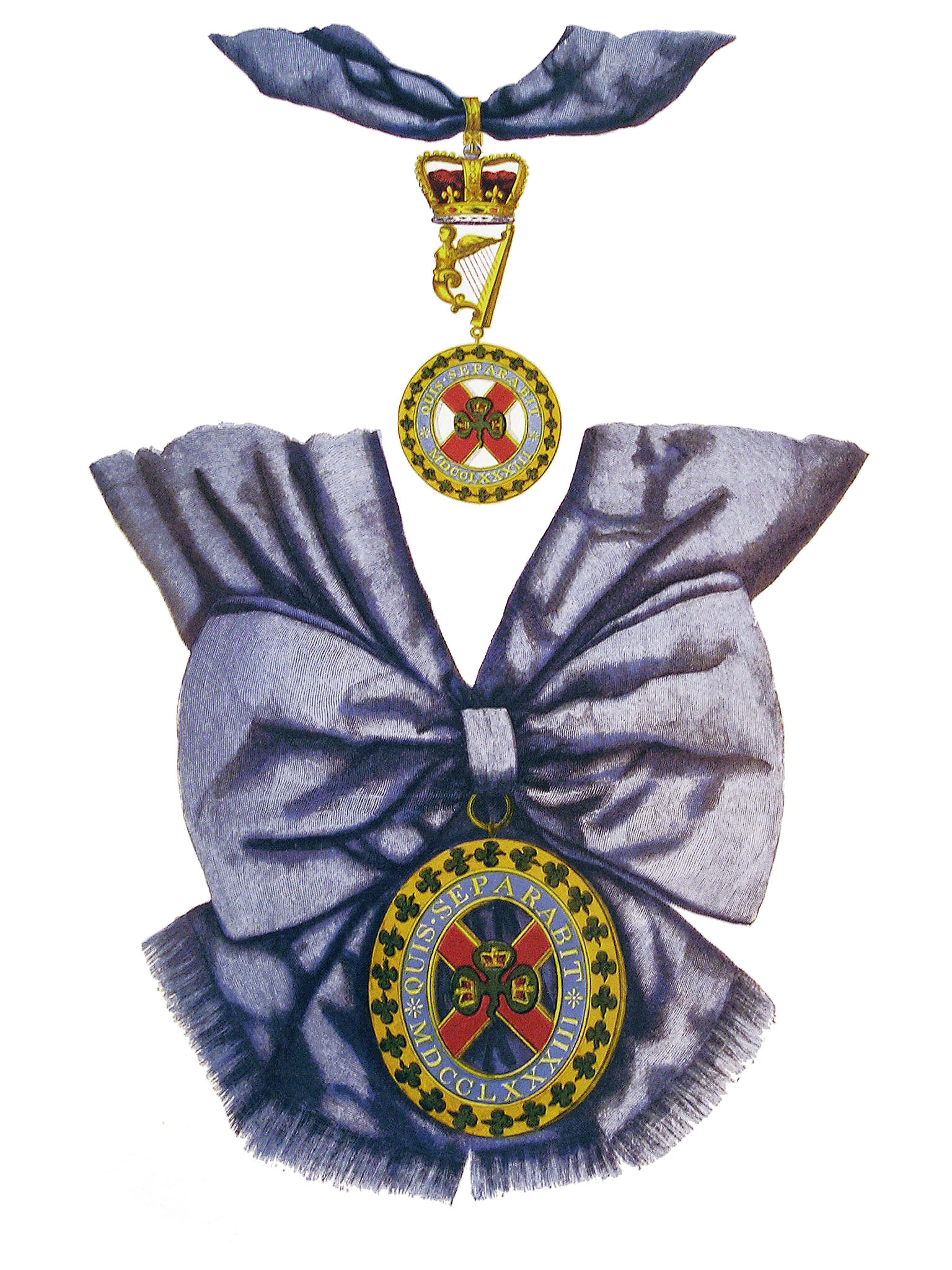
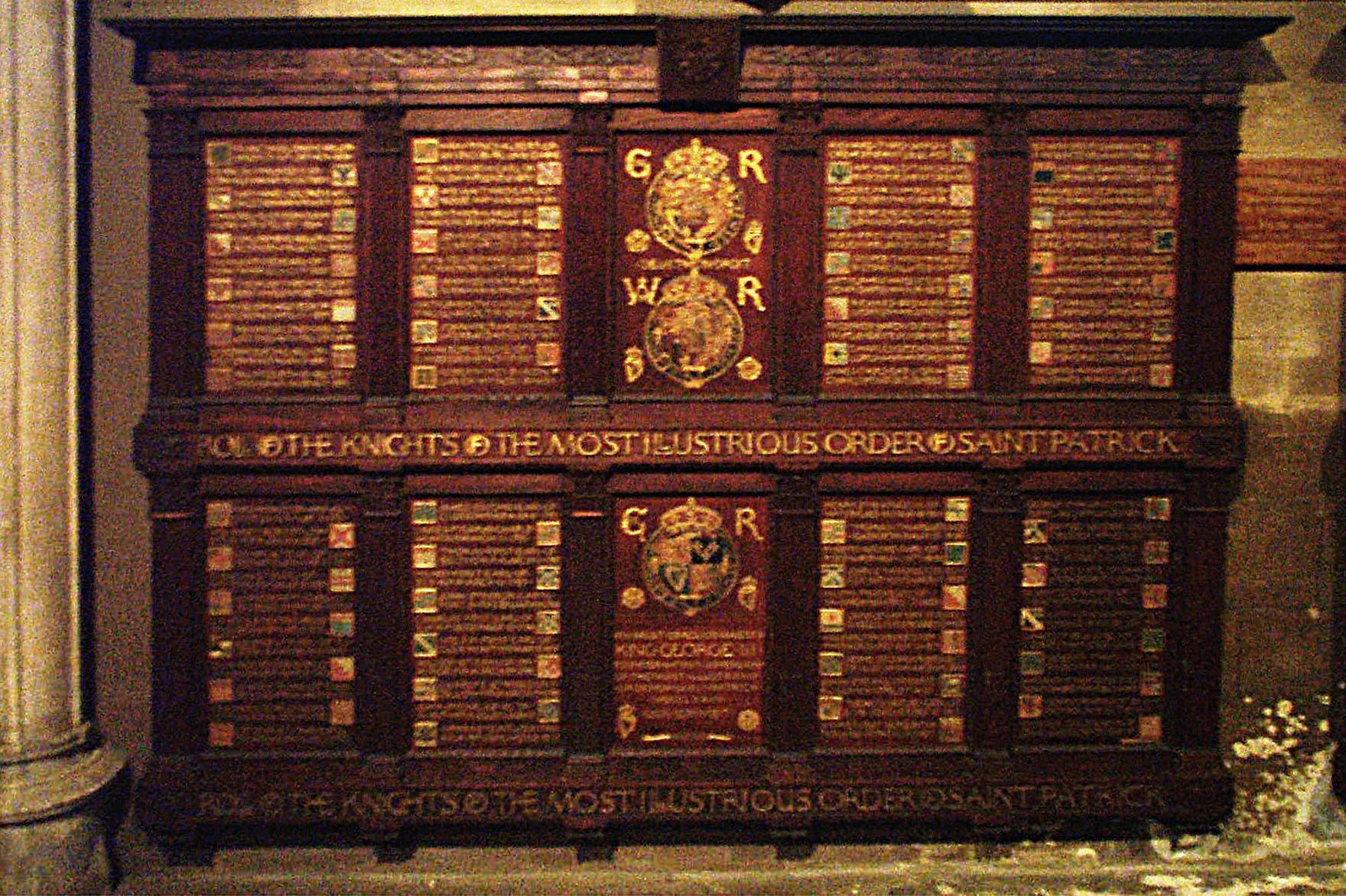